# 地球観測衛星1号
地球観測衛星1号（ちきゅうかんそくえいせいいちごう、英：Earth Observing-1,EO-1）はNASAのニュー・ミレニアム計画の一環として打ち上げられた次世代地球観測衛星の第1号。

## 概要
地球の地表を高解像度で撮影・観測する。ニュー・ミレニアム計画では、EO-1を含め3機の地球観測衛星の打ち上げを予定していたが、予算削減のためあとの2機はキャンセルされた。